# Doi Moi
Đổi Mới è il nome dato alle riforme economiche implementate in Vietnam a partire dal 1986, con l'obiettivo di creare un'economia di mercato orientata al socialismo. Il termine đổi mới è di uso comune nella lingua vietnamita e significa "innovazione" o "rinnovamento", mentre la politica Đổi Mới (in vietnamita Chính sách Đổi Mới) si riferisce in particolare alle riforme di transizione da un'economia di comando a una di mercato orientata al socialismo.
il đổi mới venne iniziato dal Partito Comunista del Vietnam nel 1986 durante il VI congresso nazionale: le riforme diede maggior spazio all'iniziativa privata e consentirono la creazione di piccole imprese e di una borsa valori.

## Premesse
Dopo la fine della guerra del Vietnam e la riunificazione del paese nel 1975, l'economia del paese si trovava in enorme difficoltà. Gli ingenti danni causati dalla guerra uniti a un'inflazione crescente, lo sbilanciamento tra domanda e offerta, inefficienze burocratiche e debiti in costante crescita comportarono una grave crisi economica nel periodo immediatamente successivo alla fine della guerra. L'economia vietnamita divenne una delle più povere del mondo, con crescita assente o molto bassa in tutti i settori economici, incluse l'agricoltura e l'industria. Il PIL vietnamita era stimato a 18,1 miliardi di dollari nel 1984, per un reddito pro capite tra i 200 ed i 300 dollari all'anno. La situazione economica venne ulteriormente compromessa da una serie di cattivi raccolti causati dalle condizioni climatiche e dalla rigida economia pianificata che non ammetteva l'esistenza dell'imprenditoria privata e forzò la collettivizzazione in campo agricolo, portando ad un calo della produttività.
In politica estera, il supporto militare fornito dal Vietnam alla Cambogia e la successiva guerra cambogiano-vietnamita ridussero drasticamente aiuti ed investimenti esteri per la ricostruzione.
Dalla fine degli anni settanta fino ai primi anni novanta il Vietnam fu membro del Comecon, il Consiglio di mutua assistenza economica che univa i Paesi del blocco socialista e rimase estremamente dipendente in ambito economico e commerciale dall'Unione Sovietica e dai paesi alleati, visti anche i cattivi rapporti con la Cina.
Con il progressivo deterioramento delle economie del blocco socialista terminato con la dissoluzione dell'Unione Sovietica e del Comecon nel 1991, il Vietnam si trovò sempre più isolato e in un crescente stato di crisi economica che sfociò anche il periodi di iperinflazione.
Negli anni immediatamente precedenti alle riforme del Đổi Mới, il Vietnam attraversò una profonda crisi economica: l'inflazione superò il 700%, la crescita rallentò drasticamente e i proventi derivanti dalle esportazioni risultarono insufficienti a coprire il valore delle importazioni. Alla contrazione dell’economia si aggiunse la progressiva riduzione degli aiuti sovietici, che contribuì ad accrescere l’isolamento internazionale del paese. Queste difficoltà innescarono un acceso dibattito all'interno del Partito Comunista sull'efficacia del sistema economico di tipo dirigista e sull’urgenza di avviare riforme, proprio alla vigilia del VI Congresso Nazionale del Partito Comunista, svoltosi nel dicembre 1986.
Uno degli eventi che favorì l’apertura del dibattito interno fu la morte, nel luglio 1986, del Segretario Generale Lê Duẩn, figura chiave dell’ortodossia marxista. Al VI Congresso, il Partito elesse Segretario Nguyễn Văn Linh, considerato esponente dell’ala riformista e già leader del Fronte di liberazione nazionale del Vietnam.

### Le prime riforme
Sebbene la politica di Đổi Mới sia stata ufficialmente annunciata solo al VI Congresso Nazionale del Partito Comunista del Vietnam nel 1986, vi erano stati altri tentativi di riforme su scala minore. A partire dalla fine del 1978, infatti, ai dirigenti delle cooperative del Nord fu concesso di affittare temporaneamente i terreni ai soci durante la stagione invernale, a condizione che questi ultimi coltivassero collettivamente le colture invernali per un determinato numero di giorni e restituissero la terra in tempo utile per la semina del riso primaverile.
Durante il VI Plenum del Partito, nell’agosto 1979, venne approvato il decentramento delle decisioni economiche in ambito agricolo e furono introdotti nuovi incentivi per stimolare la produzione. Le società sotto il diretto controllo statale videro anche riconosciuto un maggior livello di autonomia. Nel 1980, i governi provinciali ottennero l’autorizzazione a fondare imprese commerciali, rompendo così il monopolio statale sul commercio estero. L’anno successivo, con le riforme agricole del 1981, si permise l’assegnazione individuale dei terreni ai lavoratori, la gestione autonoma di collettivi e la possibilità per gli agricoltori di trattenere l’intera produzione eccedente la quota dovuta allo Stato.
Queste misure furono seguite dalla rimozione dei controlli sui prezzi di numerosi beni di consumo, con l’obiettivo di incentivare il commercio a prezzi di mercato e ridurre la penuria di prodotti all’interno del sistema di distribuzione statale.
Nonostante tali aperture, il governo vietnamita mantenne inizialmente un atteggiamento ostile e diffidente nei confronti delle riforme, rallentandone l’attuazione su scala nazionale.
Le riforme portarono ad una maggiore crescita economica ma causarono anche un periodo di iperinflazione e un aumento delle disparità economiche nel paese. Per questo motivo il V Congresso del Partito Comunista, tenutosi nel 1982, l'ala più conservatrice del partito cercò di riportare l'economia pienamente sotto il controllo statale bloccando le riforme in corso e tornando alla collettivizzazione in agricoltura.
Queste misure rallentarono nuovamente la crescita economica e non riuscirono a ridurre il tasso di inflazione. La lotta tra riformisti e conservatori all'interno del Partito comunista continuò negli anni successivi, con i riformisti che ottennero gradualmente il controllo, facilitando anche una prima riforma di prezzi salari e politica monetaria all'Ottavo Plenum del partito tenutosi nel 1985.

## La creazione di una "economia di mercato orientata al socialismo"
Il VI Congresso nazionale del Partito Comunista del Vietnam si tenne dal 15 al 18 dicembre 1986. In quell'occasione, il Partito riaffermò il proprio impegno verso il programma di riforme delineato durante l'ottavo plenum del V Comitato Centrale, enunciando cinque punti chiave:
- Sforzi concertati per aumentare la produzione di generi alimentari, beni di consumo e merci destinate all’esportazione;[13]
- Proseguire il controllo sui piccoli commercianti e capitalisti, pur riconoscendo la realtà di un’economia mista;[13]
- Rinnovare l'apparato di pianificazione e rendere più efficiente il sistema di gestione economica tramite il decentramento e un maggiore spazio per decisioni autonome;[13]
- Chiarire competenze e giurisdizioni del Consiglio dei ministri, riorganizzando l’apparato statale per migliorarne l’efficienza;[13]
- Rafforzare le capacità organizzative del Partito, la sua leadership e la formazione dei quadri.[13]

Võ Văn Kiệt, vicepresidente del Consiglio dei ministri, presentò la relazione economica al Congresso. I documenti politici ed economici misero al centro il concetto di Đổi Mới e nel suo intervento, Võ Văn Kiệt, sottolineò che nel campo economico ci sarebbe stato un rinnovamento nelle politiche e nel sistema di gestione.
Contrariamente all’enfasi precedente sull’industria pesante, Võ Văn Kiệt affermò che l’agricoltura avrebbe assunto un ruolo centrale nel IV piano quinquennale (1986-1990). L’industria pesante, in questa fase, sarebbe servita principalmente a supportare agricoltura e industria leggera, con dimensioni e tecnologie appropriate. Egli mise in rilievo l'importanza delle esportazioni e della produzione di cereali, alimenti e beni di consumo come elementi chiave per la ripresa economica del Vietnam.
L’obiettivo principale del piano era la produzione alimentare, con un traguardo fissato tra 22 e 30 milioni di tonnellate di riso (in termini di risone) da raggiungere entro il 1990. Per conseguire tale obiettivo, sarebbero stati utilizzati diversi strumenti, tra cui incentivi materiali e contratti basati sul prodotto finale.
Il sistema centrale di pianificazione venne abolito e l’attenzione si spostò verso la creazione di un’economia di mercato articolata in diversi settori, dove lo Stato e il settore privato avrebbero potuto competere nei settori non strategici. Nel 1987, i posti di controllo lungo le strade nazionali furono rimossi per facilitare la circolazione di beni e servizi tra le diverse municipalità. Contemporaneamente, si svilupparono rapidamente i mercati in cui era consentita la vendita di prodotti agricoli da parte dei privati.
Successivamente, nel 1987, l'Assemblea nazionale approvò la legge sugli investimenti esteri, con l’obiettivo di “mobilitare ogni mezzo per attrarre capitali stranieri per lo sviluppo locale”. La normativa consentiva anche la piena proprietà straniera di beni fisici nazionali e vietava esplicitamente la possibilità di nazionalizzazioni, segnando un’apertura significativa verso l’economia globale.
Il Partito Comunista del Vietnam autorizzò la produzione di beni di prima necessità da parte delle imprese private, incoraggiandone progressivamente la crescita. Nella prima metà degli anni Novanta, il quadro giuridico del settore privato subì importanti trasformazioni: nel 1990 venne promulgata la legge sulle imprese private, che fornì una base normativa alle attività imprenditoriali individuali, mentre la legge sulle società riconobbe ufficialmente le società per azioni e le società a responsabilità limitata. Nello stesso anno, il Partito avviò le prime discussioni sulla privatizzazione delle imprese statali, in un contesto di normalizzazione dei rapporti diplomatici con la Repubblica Popolare Cinese. Il ruolo del settore privato fu poi ufficialmente sancito dalla Costituzione del 1992.
In ambito agricolo, un passaggio cruciale fu rappresentato dalla legge fondiaria del 1988, che riconobbe ai cittadini il diritto d’uso della terra. Parallelamente, la Risoluzione 10 del Comitato centrale stabilì che gli agricoltori non erano più obbligati ad aderire alle cooperative e potevano vendere liberamente i propri prodotti sul mercato. La terra tornava così in uso alle famiglie, riconosciute come unità economiche autonome. Questi cambiamenti determinarono il superamento dell’autarchia in favore della produzione orientata al mercato, con le regioni spinte a specializzarsi secondo il proprio vantaggio comparato. Lo Stato, da attore diretto, assunse il ruolo di regolatore, lasciando al mercato la determinazione dei prezzi.
All’inizio degli anni Novanta, il Vietnam accolse alcune raccomandazioni della Banca Mondiale in materia di liberalizzazione, ma rifiutò i programmi di aggiustamento strutturale e i finanziamenti subordinati alla privatizzazione delle aziende statali. Le riforme portarono comunque a un’espansione del settore privato: nel 1996 si contavano 190 società per azioni e 8.900 società a responsabilità limitata. Il settore privato divenne particolarmente rilevante nei servizi, con la quota del commercio al dettaglio passata dal 41% al 76% nello stesso anno.
Nel frattempo, l’Assemblea nazionale introdusse varie agevolazioni fiscali sulle imprese e sul reddito, per incentivare gli investimenti interni e internazionali. In ambito rurale, il governo avviò una ristrutturazione dell’economia, favorendo la diversificazione oltre l’agricoltura: vennero promossi i villaggi artigianali e di piccola scala, e potenziata la formazione della manodopera destinata al settore industriale.
Sebbene il commercio estero fosse inizialmente sotto stretto controllo statale, nel tempo il governo vietnamita cominciò ad allentarne la regolamentazione. Nelle fasi successive alla riunificazione, molti beni di consumo arrivavano in patria grazie ai vietnamiti che lavoravano o studiavano nei Paesi socialisti. In seguito, le fonti di approvvigionamento si diversificarono: regali inviati dai vietnamiti all'estero alle loro famiglie, beni lasciati durante l’occupazione statunitense del Sud e successivamente scambiati in ambito sovietico per ottenere capitali. Anche i Paesi confinanti, come Laos e Cambogia, costituivano canali per il contrabbando di merci verso il Vietnam. Il contrabbando dalla Cambogia avveniva in due forme principali: da un lato, i beni abbandonati dalle vittime del regime dei Khmer Rossi; dall'altro, merci d'importazione thailandese. Tra gli esempi più noti vi era la birra tailandese, soggetta a dazi doganali elevati, che veniva spesso introdotta illegalmente via mare.
Nonostante il Vietnam continui a definirsi uno Stato socialista, il 4 maggio 2025 il Segretario Generale del Partito Comunista Tô Lâm ha firmato una nuova risoluzione del Politburo sullo sviluppo dell’economia privata, definendola «la più importante forza trainante» dell’economia nazionale.

### Successi
Grazie a un ampio programma di privatizzazioni e riforme economiche, negli anni novanta il Vietnam andò incontro a una profonda trasformazione, spesso descritta come un vero e proprio miracolo economico. Nei primi anni del processo riformatore (1986–1990), il paese registrò una crescita media annua del PIL del 4,4%, che accelerò fino a una media del 6,5% all’anno tra il 1990 e la crisi finanziaria asiatica del 1997.
In termini assoluti, il PIL passò da 6,472 miliardi $ nel 1990 a 31,173 miliardi $ nel 2000, quasi quintuplicandosi. Nello stesso periodo, il PIL pro capite salì da 95 a 390 $, segnalando un netto miglioramento sia della capacità produttiva che del tenore di vita della popolazione.
A differenza di altre economie emergenti, il governo vietnamita utilizzò le entrate fiscali derivanti dall’espansione economica per indirizzare investimenti infrastrutturali e sociali nelle aree meno sviluppate. Questo approccio contribuì a una sensibile riduzione della povertà in gran parte del paese e a un aumento significativo dei redditi nelle aree metropolitane e nelle province che beneficiarono di maggiori investimenti.
L’ambiente favorevole agli investimenti e una maggiore trasparenza normativa attirarono circa 18,3 miliardi $ in investimenti diretti esteri, fornendo il capitale necessario per sostenere la crescita economica, creare posti di lavoro nelle zone rurali e favorire il trasferimento di tecnologie. In province come Vinh Phuc e Binh Duong, fortemente interessate dagli investimenti esteri, si registrarono riduzioni della disoccupazione superiori alla media nazionale e un marcato incremento del reddito pro capite.
Per le imprese locali, l’arrivo degli investimenti esteri rappresentò un’opportunità per collaborare con aziende straniere attraverso joint venture e forniture di beni e servizi. Questo contatto diretto agevolò il trasferimento di conoscenze tecniche e manageriali, permettendo a molte imprese vietnamite di sviluppare nel tempo capacità produttive autonome, fino a diventare partner strategici degli investitori esteri.
Secondo la Banca Mondiale, il Vietnam rappresenta un caso emblematico di successo nello sviluppo: grazie alle riforme economiche avviate con il Đổi Mới nel 1986, il paese è passato in una sola generazione da una delle nazioni più povere del mondo a un’economia di medio reddito.

## Base teorica
Il Partito Comunista del Vietnam sostiene che l’economia di mercato orientata al socialismo sia compatibile con la visione marxista classica dello sviluppo storico e con i principi del materialismo storico, secondo cui il socialismo può realizzarsi solo quando le condizioni materiali sono sufficientemente mature da permettere l’instaurarsi di rapporti socialisti. Questo modello è considerato una tappa necessaria per promuovere la crescita economica, la modernizzazione del paese e la capacità di integrarsi nell’economia globale, beneficiando del commercio internazionale.
Attraverso le riforme del Đổi Mới, il Partito ha ribadito il proprio impegno nella costruzione di un’economia socialista, adattando i mezzi del mercato alle finalità del socialismo.